# Penicillium hirsutum
Penicillium hirsutum Diercx – gatunek grzybów z rodziny Aspergillaceae.

## Systematyka i nazewnictwo
Pozycja w klasyfikacji według Index Fungorum: Penicillium, Aspergillaceae, Eurotiales, Eurotiomycetidae, Eurotiomycetes, Pezizomycotina, Ascomycota, Fungi.
Neotyp: IMI 40213 (designated by Frisvad & Samson, Stud. Mycol. 49: 30. 2004).
Synonimy:

- Penicillium albocoremium (Frisvad) Frisvad, in Frisvad, Filtenborg, Lund & Samson 2000
- Penicillium allii Vincent & Pitt 1989
- Penicillium corymbiferum Westling 1911
- Penicillium hirsutum var. albocoremium Frisvad 1990
- Penicillium hirsutum var. allii (Vincent & Pitt) Frisvad 1990
- Penicillium hirsutum var. venetum Frisvad 1990
- Penicillium venetum (Frisvad) Frisvad, in Frisvad, Filtenborg, 2000
- Penicillium verrucosum var. corymbiferum (Westling) Samson, Stolk & Hadlok 1976[2].

## Morfologia i rozwój
Hodowla na różnych podłożach jest jedną z metod identyfikacji gatunków rodzaju Penicillium. Kolonia P. hirsutum na podłożu CYA przy 25 °C po 7 dniach ma średnicę 23–26 mm, jest gęsta, promieniowo bruzdkowana, aksamitna, z nieco wzniesionym środkiem i wąskim brzegiem, luźna, kłaczkowata. Grzybnia biała lub jasnożółta do czerwonawożółtej, obficie zarodnikująca, żółtawoszara z przejrzystym, biało-żółtawym wysiękiem zawierającym rozpuszczalny pigment o barwie od żółtawoszarej do szarej. Na odwrocie jest brązowawo pomarańczowa. Na podłożu MEA przy 25 °C po 7 dniach kolonia ma średnicę 27–29 mm. Kolonia jest płaska, aksamitna, z cienkim brzegiem. Grzybnia biała do żółtawo pomarańczowej, obficie zarodnikująca, szarozielona, bez wysięku i rozpuszczalnego pigmentu. Na odwrocie jest żółta do oliwkowożółtej lub żółtawo-białej. Na podłożu G25N przy 25 °C po 7 dniach średnica kolonii wynosi 10–15 mm. Grzybnia jest gęsta, w środku nieco wzniesiona, promieniowo bruzdkowana, wełnista z szerokim brzegiem, cała. Grzybnia biała, podczas zarodnikowania o barwie od jasnej do umiarkowanie szarozielonej. Brak wysięku i rozpuszczalnego pigmentu. Na odwrocie szarawo-żółta, żółtawo biała lub prawie biała. Na podłożu CYA przy 5 °C po 7dniach: kiełkowanie lub brak wzrostu, na podłożu CYA przy 37 °C po 7 dniach: brak kiełkowania.
Trzonki konidialne na MEA wyrastają głównie z powierzchownej grzybni. Mają rozmiary 38–240 × 3,2–5,6 μm, są wyraźnie chropowate, przeważnie cienkościenne. Gałązki (penicilli) przeważnie trzygałęziste, sporadycznie dwugałęziste; lub czterogałęziste, chropowate. Metule w pionach po 3–6, szorstkie, o wymiarach 9,5–13,5 × 2,4–3,2 μm. Fialidy w pionach po 5–9, ampułkowate, gładkie, o wymiarach 7,5–8,7 × 2,4–3,6 μm, stożkowato stopniowo zwężające się. Konidia od kulistych do prawie kulistych, rzadziej elipsoidalne, o wymiarach 2,8–3,6 × 2,8–3,2 μm, gładkie do drobno chropowatych, cienkościenne. Powstają w długich i zwartych kolumnach.

## Występowanie i znaczenie
Penicillium hirsutum jest jednym z wielu gatunków Penicillium wywołujących chorobę o nazwie penicilioza cebul (zgnilizna pędzlakowa). Jest najczęściej występującym gatunkiem powodującym tę chorobę. W czasie badań nad porażonymi cebulkami szafirka armeńskiego uprawianych w okolicach Lublina w różnych latach stanowił on od 53,7 do 92% stwierdzonych gatunków patogenów.